# Institut allemand

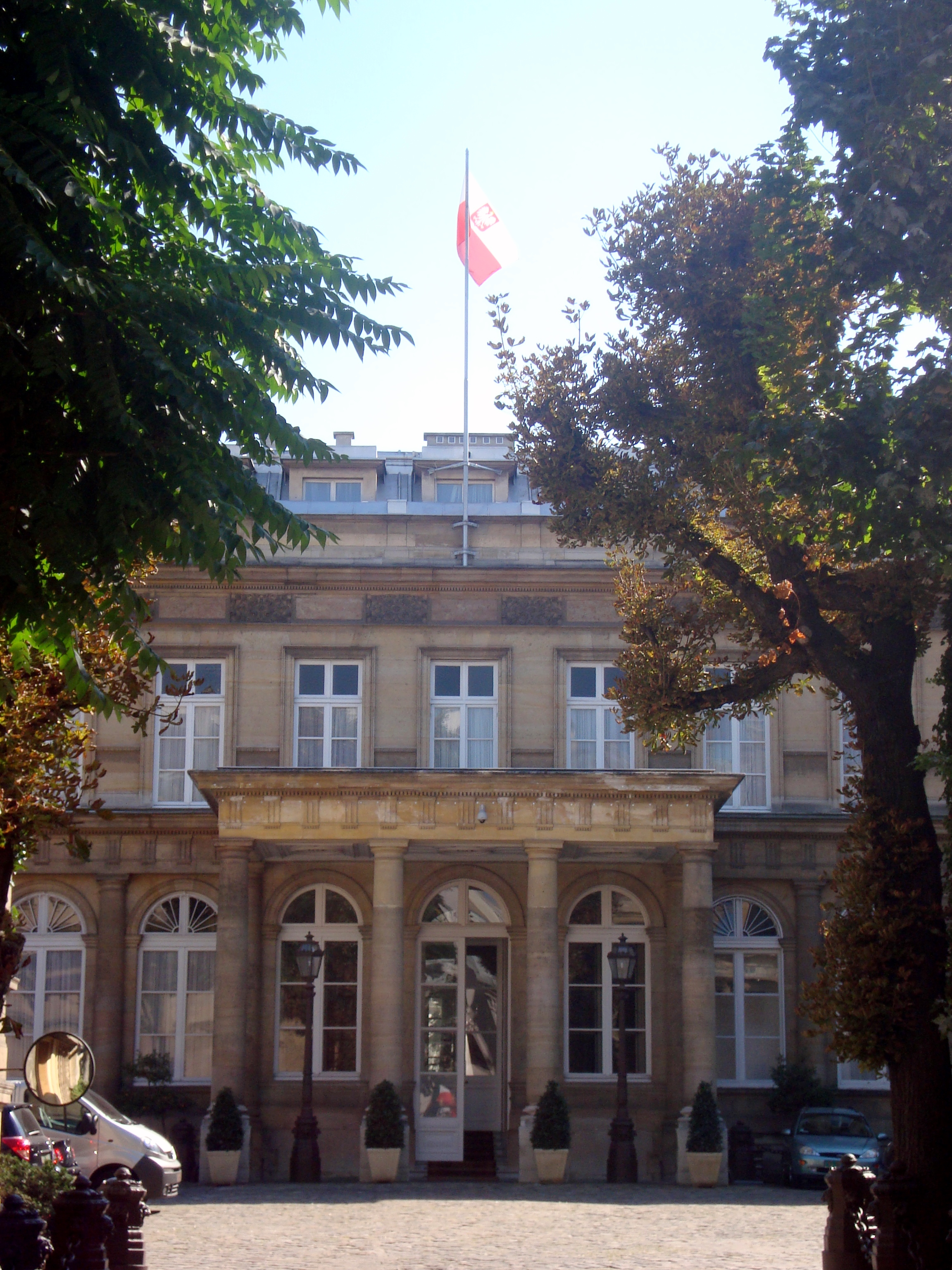
Institut allemand.

L'Institut allemand est un organe de propagande culturelle créé à Paris en 1940 et qui ferma en 1944.

## Formation et objet
L'Institut allemand (57, rue Saint-Dominique, à Paris) donnait des cours de langue et littérature allemandes et organisait, le vendredi et le samedi, des conférences sur des questions économiques et sociales, ou sur des thèmes littéraires ou historiques. Il s'agissait à l'origine du service culturel de l'ambassade d'Allemagne à Paris qui prit son indépendance, à partir de septembre 1940, sous la houlette de Karl Epting, et devint l'« Institut allemand » : c'était « de facto le service de politique culturelle de l'ambassade d'Allemagne à Paris, de jure une émanation de l'Académie allemande de Munich (de) »
L'ambassade d'Allemagne considérait l'Institut comme « le principal instrument de propagande politico-culturelle dont nous disposions en France ». L'Institut allemand « intervenait également dans la vie culturelle française, en concurrence avec d'autres services, afin de provoquer, par des mesures de censure et de coercition, une consolidation de la domination allemande sur la France ».

## Collaborateurs
Karl Epting eut pour adjoints Bremer, puis Rabuse. 
Karl Heinz Bremer devint à l'automne 1940 directeur adjoint de l'Institut allemand à Paris, et contrôla ainsi la production de livres français (avec Gerhard Heller, qui dirigeait les maisons d'édition et l'attribution du papier). Avec Epting, il publia la nouvelle revue Deutschland-Frankreich (à partir de la fin de 1941) ainsi que la série de publications correspondante, Cahiers de l'Institut Allemand (CFA), dont s'occupait Fritz Bran (de), et dont le premier numéro sortit à l'été 1942. 
Georg Rabuse (de) rejoignit l'Institut allemand en juillet 1940 et en devint le directeur adjoint en février 1942, lorsque Bremer fut mobilisé.
Epting fut remplacé un temps par Gerhard Krüger.

## Activités à Paris
L'Institut allemand organisa diverses manifestations à Paris : 
- Représentations à l'Opéra : création française de l'opéra Peer Gynt, de Werner Egk, à l'Opéra de Paris (printemps 1943) ;  création française du ballet Joan von Zarissa, du même Egk, qui dirige l'orchestre, le 10 juillet 1942. Serge Lifar, auteur de la chorégraphie, tient le premier rôle, accompagné par Lycette Darsonval, Solange Schwarz, Yvette Chauviré et Serge Peretti[7].
- Semaine Mozart[note 1] (juillet 1941)[8], qui donna l'occasion à Baldur von Schirach, Heinz Drewes et Goebbels de prononcer des discours ;
- Spectacles de marionnettes par les artistes du Reichsinstitut für Puppenspiel dirigé par Harro Siegel (de) à la Comédie des Champs-Elysées, en mars 1941[9].
- Représentations théâtrales (par le Schillertheater de Berlin[note 2], par exemple) ;
- Expositions, comme celle sur Arno Breker à l'Orangerie des Tuileries, du 15 mai au 31 juillet 1942[10] ;
- Concerts de l'Orchestre philharmonique de Berlin à Lyon et Paris, en mai 1942[note 3].
- Organisation de concerts, conjointement avec le Groupe Collaboration. Pierre Leroi rend compte dans Comœdia d'un de ces concerts : Quatuor Lespine dans le Quatuor de Pierre Lantier et le Quatuor de César Sautereau ; Sonate pour piano et violon d'Henri Challan par Jean Vigué et Jean Fournier ; transcription pour piano des Fêtes de la lumière de Jean-Jacques Grunenwald, avec l'auteur au piano (La partition originale avait été créée pour l'Exposition de 1937)[11]

Max-Pol Fouchet raconte dans un article paru dans L'Écho d'Alger du 14 décembre 1942 qu'au mois de mai 1942 il se trouvait à Lyon le jour du concert de l'Orchestre philharmonique de Berlin, et qu'il assista lui-même à une manifestation patriotique sur la place des Terreaux « noire de monde » : les présents entonnèrent La Marseille et Le Chant du Départ.
En revanche, l'article annonçant ce concert dans L'Émancipation du Lyonnais, l'hebdomadaire du Parti populaire français de Jacques Doriot, en profite pour souligner que cet orchestre est « supérieur aux meilleurs » grâce à « l'extrême discipline des artistes » : « chaque exécutant se soumet entièrement à son chef, renonçant à sa personnalité propre, ce qui permet à l'ensemble d'être infiniment plus uni et plus dense ». L'auteur conclut que des « échanges artistiques » comme celui-ci « ne peuvent que faciliter la compréhension de part et d'autre et aider à la création d'une collaboration complète. ».  
L'Institut organisa aussi un « programme de traductions d’ouvrages allemands en français de grande envergure » (570 ouvrages prévus). Certains des traducteurs furent inquiétés à la fin de la guerre (Maurice Boucher, Maurice Betz, voir Krebs, §29). D'autres étaient irréprochables, comme Geneviève Bianquis, révoquée par Vichy ou Pierre Grappin, résistant (Voir §32).
Selon Wolfgang Geiger (L'Image de la France dans l'Allemagne nazie, 1933-1945, 1999) l'Institut mettait en outre à la disposition des lecteurs français une bibliothèque comptant 25 000 livres allemands.

## Activités en province
L’Institut allemand eut de nombreuses succursales en province. Elles organisèrent différentes activités comme l'exposition Holbein à Rennes (2 au 9 janvier 1943), au Palais des Musées : un article de L'Ouest-Eclair précisait que ce sont des reproductions qui furent exposées, ou l'exposition à l'Hôtel de ville de Poitiers sur Albrecht Dürer et Nuremberg, inaugurée le 16 novembre 1943.
A Bordeaux, ce sont des activités occupant une semaine entière qui furent organisées par l'Institut allemand (dirigé par Arthur Schwinkowski (de) ) : du 6 au 13 novembre 1943, la Semaine allemande inaugurée par le « ministre d'Allemagne à Paris » (jusqu'au 29 novembre 1943), Rudolf Schleier (de), permit aux habitants d'assister à deux opéras au  Grand-Théâtre, voir plusieurs films, entendre des conférences, et voir deux expositions au « Musée de peinture » (29 cours de l’Intendance) dont l'une espérait attirer au moins 20 000 visiteurs. Un article dans Comœdia décrivit toutes ces manifestations en détail.

## Jugement surComœdia
« Comœdia ne joue pas un rôle secondaire dans l’édification d’une culture collaborationniste : français jusqu’au parisianisme, européen jusqu’au pangermanisme, l’hebdomadaire-des-spectacles-des-arts-et-des-lettres assure à qui veut l’entendre la continuité profonde qui unit déjà la Comédie-Française et le théâtre Schiller, Hauptmann et Claudel. Ce sont de ces rapprochements qui n’ont pas à attendre la signature d’un accord de cobelligérance. ».